# بيتر بي. إيفانز
بيتر بي. إيفانز (بالإنجليزية: Peter B. Evans)‏ هو عالم اجتماع وعالم سياسة أمريكي، ولد في 2 يونيو 1944.